# Santa María Palapa
Santa María Palapa är en ort i Mexiko, tillhörande kommunen San Martín de las Pirámides i delstaten Mexiko. Santa María Palapa ligger i den centrala delen av landet och tillhör Mexico Citys storstadsområde. Orten hade 1 849 invånare vid folkmätningen 2010 och är tredje störst i kommunen.